# عصب پایانی
عصب پایانی یا انتهایی (انگلیسی: Terminal nerve) که به عنوان عصب مغزی ۰ (cranial nerve 0) نیز شناخته می‌شود، عصبی است که در طبقه‌بندی رایج اعصاب مغزی به عنوان CN I تا CN XII گنجانده نشده‌است اما اکنون به‌طور کلی به عنوان عصب مغز دسته‌بندی می‌شود. این عصب در سال ۱۸۷۸ توسط دانشمند آلمانی گوستاو فریش در مغز کوسه‌ها کشف شد و در سال ۱۹۱۳ نیز برای اولین بار در انسان یافت شد. یک مطالعه در سال ۱۹۹۰ نشان داد که عصب انتهایی یک یافته رایج در مغز انسان بالغ است. این عصب به‌طور غیررسمی با نام‌های دیگری از جمله عصب مغزی ۱۳، عصب صفر، عصب N, و NT نامیده می‌شود.

## ساختار

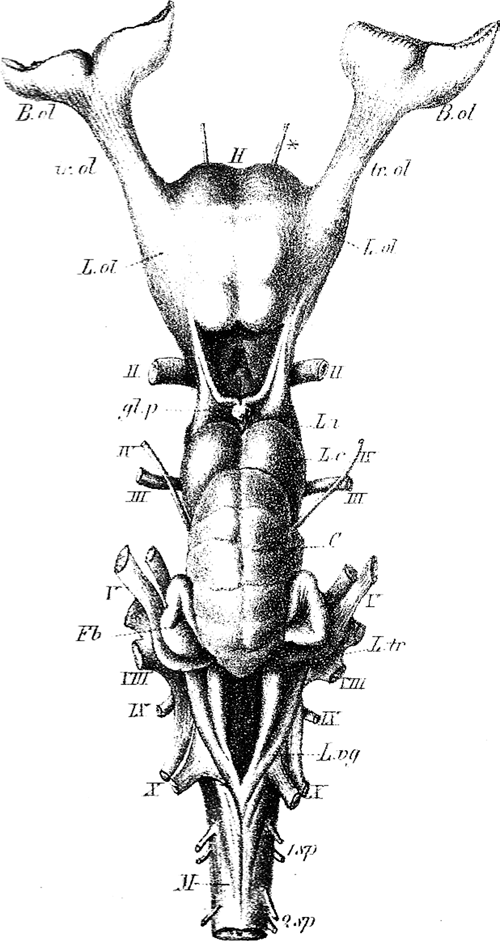
تصاویر اصلی (۱۸۷۸) از مغز کوسه سگ ماهی فریچ که عصب را با یک ستاره نشان می‌دهد.

عصب انتهایی درست جلوی سایر اعصاب مغزی به صورت دو طرفه به صورت شبکه میکروسکوپی از دسته‌های عصبی محیطی بدون میلین در فضای زیر عنکبوتیه که شکنج رکتوس را می‌پوشاند ظاهر می‌شود. این شبکه در نزدیکی صفحه کریبریفرم ظاهر می‌شود و به سمت خلف به سمت سه‌گوشه بویایی، شکنج بویایی داخلی و تیغه پایانی حرکت می‌کند.
این عصب اغلب در کالبدشکافی نادیده گرفته می‌شود، زیرا برای عصب مغزی به‌طور غیرعادی نازک است و اغلب با آشکار شدن مغز پاره می‌شود. تشریح دقیق برای تجسم عصب ضروری است. هدف و مکانیسم عملکرد آن هنوز قابل بحث است. در نتیجه، عصب صفر اغلب در کتاب‌های درسی آناتومی ذکر نشده‌است.

### توسعه
گورخرماهی به عنوان یک مدل رشد در تحقیقات از سال ۲۰۰۴ استفاده شد.
ارتباط میان عصب انتهایی و سیستم بویایی به‌طور گسترده در جنین انسان مورد مطالعه قرار گرفته‌است. در طی آن مشخص شد که این عصب در مراحل ۱۷ و ۱۸ از منشأ بویایی وارد مغز می‌شود.

## کارکرد
اگرچه عصب انتهایی به بسیار نزدیکبه پیاز بویایی، جایی که بوها تجزیه و تحلیل می‌شوند، قرار گرفته، به آن متصل نیست؛ ولی اغلب به اشتباه به عنوان شاخه‌ای از عصب بویایی در نظر گرفته می‌شود. این واقعیت نشان می‌دهد که این عصب یا یک اندام بازمانده است یا ممکن است به حس فرومون‌ها مرتبط باشد. فرضیه فرومون‌ها با این واقعیت که عصب انتهایی به هسته‌های سپتال داخلی و جانبی و نواحی پره‌اپتیک پیوند دارد، پشتیبانی می‌شود، که همگی در تنظیم رفتار جنسی در پستانداران نقش دارند. همچنین یک مطالعه در سال ۱۹۸۷ نشان داد که جفت‌گیری در همستر وقتی عصب انتهایی قطع شود، کاهش می‌یابد.

## تصاویر

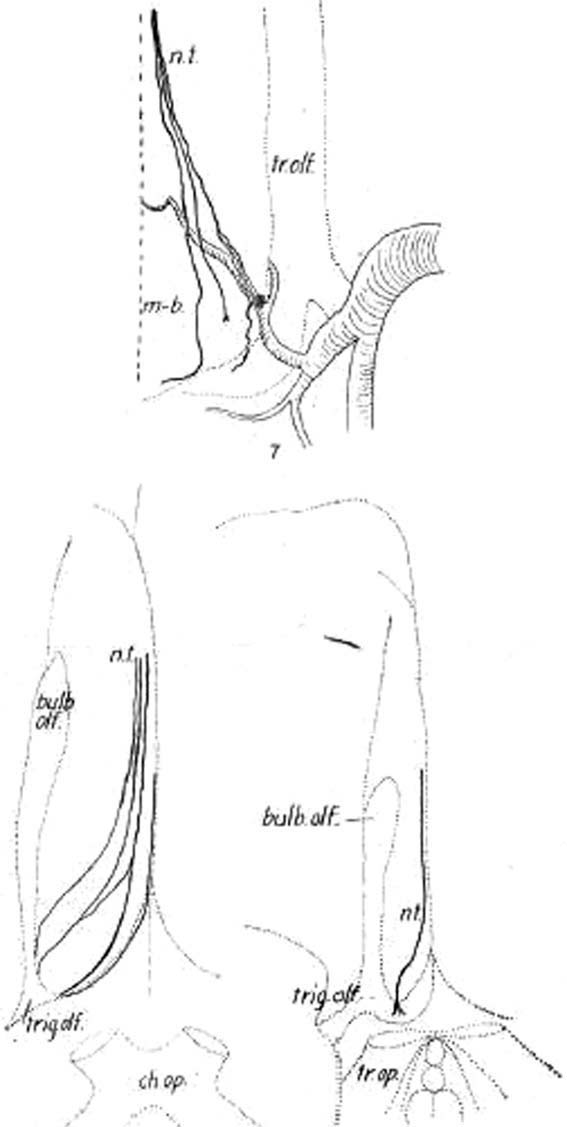
سه شکل از عصب در قسمت زیرین مغز انسان
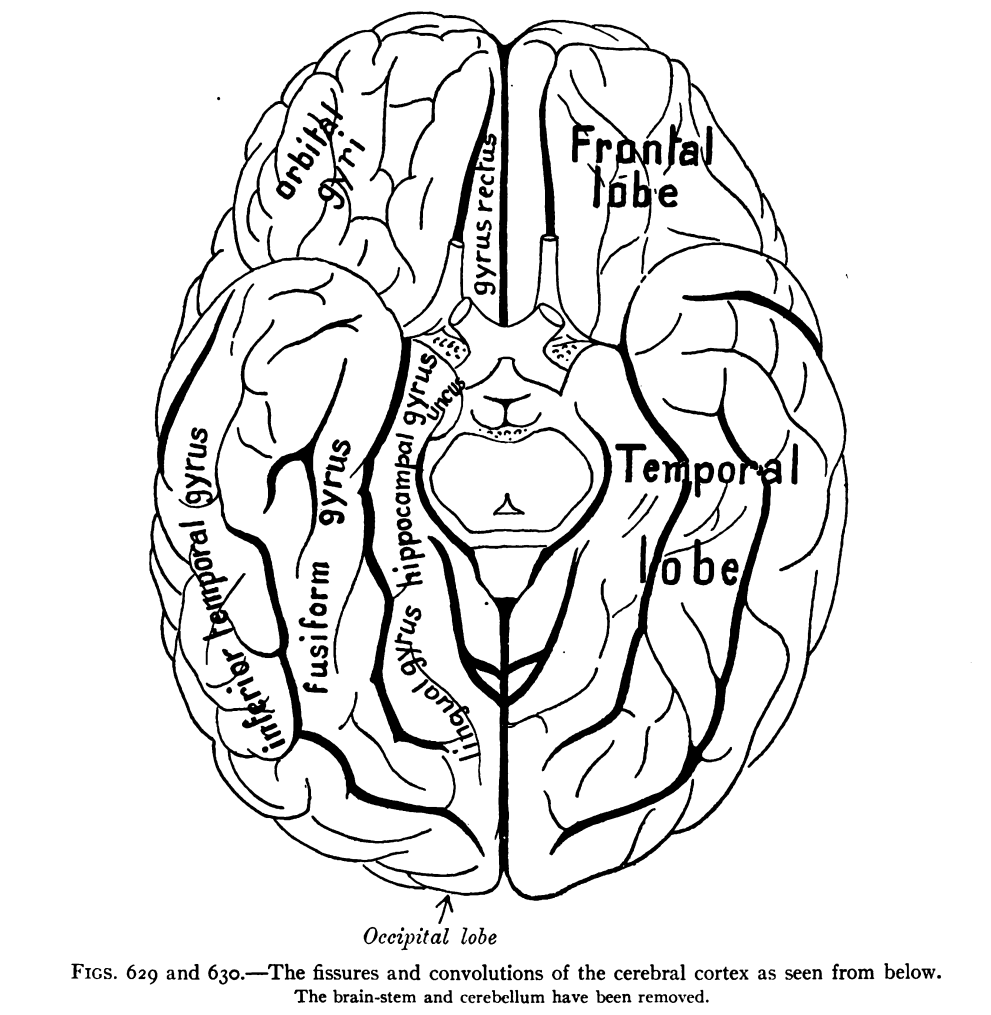
مغز از پایین مشاهده می‌شود. شکنج رکتوس در مرکز قدامی دیده می‌شود.